# Dritan Abazović
Dritan Abazović (crnogorska ćirilica: Дритан Абазовић, albanski: Dritan Abazoviq; Ulcinj, 25. prosinca 1985.) crnogorski je političar koji je obnašao dužnost potpredsjednika Vlade Crne Gore od 4. prosinca 2020. do 28. travnja 2022., kad je postao premijer Crne Gore.
Predsjednik je Ujedinjene reformske akcije (URA) od travnja 2017. godine. Poslanik je 27. saziva Skupštine Crne Gore.
Osnovnu školu i Gimnaziju završio je u Ulcinju. Diplomirao je na Fakultetu političkih znanosti, smjer Politikologija, Sveučilište u Sarajevu, stekavši zvanje diplomiranog politologa. Bio je student generacije i dobitnik “Zlatne značke” i “Zlatne povelje” Sveučilišta u Sarajevu. Magistrirao je 2008. godine na Fakultetu političkih znanosti Sveučilišta Crne Gore, na smjeru Međunarodni odnosi. Doktorirao je 2019. godine na Fakultetu političkih znanosti Sveučilišta u Sarajevu, obranio je doktorsku disertaciju na temu “Globalna politika – Etički aspekti globalizacije”.
Potpisnik je Deklaracije o zajedničkom jeziku, u kojoj se tvrdi da se u Hrvatskoj, Bosni i Hercegovini, Srbiji i Crnoj Gori govore nacionalne standardne varijante zajedničkog policentričnog standardnog jezika.
U siječnju 2022. godine imenovan je za člana Savjetodavnog odbora Instituta za vjerske slobode i sigurnost u Europi (IFFSE).
U travnju 2022. godine imenovan je za člana Europskog Savjeta za međunarodne odnose (ECFR).

## Životopis
Rođen je 25. prosinca 1985. u Ulcinju, u albanskoj obitelji.